# Offenbacher Fußball-Club Kickers 1901 2002-2003
Questa voce raccoglie le informazioni riguardanti l'Kickers Offenbach nelle competizioni ufficiali della stagione 2002-2003.

## Stagione
Nella stagione 2002-2003 il Kickers Offenbach, allenato da Ramon Berndroth, concluse il campionato di Regionalliga sud all'8º posto. In Coppa di Germania il Kickers Offenbach fu eliminato al secondo turno dal Norimberga.

## Rosa
| N. |                       | Ruolo | Calciatore          |
| -- | --------------------- | ----- | ------------------- |
| 1  | Germania (bandiera)   | P     | René Keffel         |
| 2  | Germania (bandiera)   | C     | Matthias Dworschak  |
| 3  | Guinea (bandiera)     | D     | Bashir Kaba         |
| 4  | Tunisia (bandiera)    | D     | Mounir Zitouni      |
| 5  | Germania (bandiera)   | C     | Alexander Lorenz    |
| 6  | Germania (bandiera)   | D     | Thorsten Becht      |
| 7  | Turchia (bandiera)    | A     | Nazir Saridogan     |
| 8  | Italia (bandiera)     | C     | Angelo Barletta     |
| 9  | Germania (bandiera)   | A     | Michael Petry       |
| 10 | Germania (bandiera)   | C     | Patrick Falk        |
| 11 | Germania (bandiera)   | A     | Christian Knappmann |
| 13 | Germania (bandiera)   | C     | Alexander Stenzel   |
| 14 | Montenegro (bandiera) | A     | Samel Šabanović     |
| 15 | Germania (bandiera)   | C     | Carsten Schönefeld  |

| N. |                     | Ruolo | Calciatore         |
| -- | ------------------- | ----- | ------------------ |
| 16 | Italia (bandiera)   | D     | Dario Fossi        |
| 17 | Germania (bandiera) | D     | Dexter Langen      |
| 18 | Germania (bandiera) | C     | Samir Naciri       |
| 19 | Germania (bandiera) | A     | Tobias Schindler   |
| 20 | Germania (bandiera) | C     | Christian Müller   |
| 21 | Brasile (bandiera)  | P     | César Thier        |
| 22 | Grecia (bandiera)   | C     | Christos Kagiouzis |
| 23 | Germania (bandiera) | C     | Marco Rill         |
| 24 | Germania (bandiera) | D     | Andrew Sarfo       |
| 25 | Italia (bandiera)   | A     | Daniele Fiorentino |
| 26 | Marocco (bandiera)  | D     | Fouad Brighache    |
| 28 | Spagna (bandiera)   | C     | Oscar Corrochano   |
| 29 | Germania (bandiera) | D     | Michael Bodnar     |

## Organigramma societario
Area tecnica
- Allenatore: Ramon Berndroth
- Allenatore in seconda:
- Preparatore dei portieri:
- Preparatori atletici:
- Analisi video:

## Calciomercato

### Sessione estiva
| Acquisti | Acquisti            | Acquisti                | Acquisti |
| R.       | Nome                | da                      | Modalità |
| -------- | ------------------- | ----------------------- | -------- |
| C        | Patrick Falk        | RW Oberhausen           |          |
| D        | Bashir Kaba         | Colonia II              |          |
| A        | Christian Knappmann | Germania Ratingen 04/19 |          |
| C        | Alexander Lorenz    | Darmstadt               |          |
| A        | Michael Petry       | Jahn Ratisbona          |          |
| C        | Carsten Schönefeld  | Wolfsburg II            |          |

| Cessioni | Cessioni        | Cessioni                 | Cessioni |
| R.       | Nome            | a                        | Modalità |
| -------- | --------------- | ------------------------ | -------- |
| D        | Manfred Binz    | Eintracht Francoforte II |          |
| C        | Jan Küchling    | Coblenza                 |          |
| C        | Günther Maier   | FSV Francoforte          |          |
| C        | Oliver Schulz   | SV Erzhausen             |          |
| C        | Oliver Speth    | Teutonia Hausen          |          |
| A        | Raffael Tonello | Eintracht Francoforte II |          |
| A        | Patrick Würll   | Reutlingen               |          |

## Risultati

### Regionalliga

#### Girone di andata
| Arbitro: | Wezel |

|  |           |                         |
|  | Marcatori | 26’ Fossi 86’ Knappmann |

| Arbitro: | Brych |

|                        |           |                                           |
| Dworschak 44’ Falk 50’ | Marcatori | 16’ Hallé 65’ (rig.) Oelkuch 81’ Tarillon |

| Siegen 4 agosto 2002, ore 15:00 CEST 3ª giornata | Siegen | 0 – 0 referto | Kickers Offenbach | Leimbachstadion (5 038 spett.)\| Arbitro: \| Wagner \| |
| Arbitro:                                         | Wagner |               |                   |                                                        |

| Arbitro: | Walz |

|                 |           |            |
| Haag 78’ (aut.) | Marcatori | 56’ Lakies |

| Arbitro: | Kammerer |

|  |           |                   |
|  | Marcatori | 2’ Falk 27’ Petry |

| Offenbach am Main 17 agosto 2002, ore 14:30 CEST 6ª giornata | Kickers Offenbach | 0 – 0 referto | Elversberg | Stadion am Bieberer Berg (5 000 spett.)\| Arbitro: \| Schalk \| |
| Arbitro:                                                     | Schalk            |               |            |                                                                 |

| Arbitro: | Wack |

|                                     |           |           |
| Ivan 38’ (rig.) Benda 51’ Braun 67’ | Marcatori | 80’ Petry |

| Arbitro: | Steinborn |

|                         |           |                                       |
| Petry 67’ Knappmann 83’ | Marcatori | 17’ Zimmermann 65’ Straube 87’ Copado |

| Arbitro: | Sippel |

|             |           |             |
| Böttjer 48’ | Marcatori | 69’ Zitouni |

| Arbitro: | Brombacher |

|                 |           |                     |
| Falk 60’ (rig.) | Marcatori | 71’ (aut.) Barletta |

| Kaiserslautern 22 settembre 2002, ore 15:00 CEST 11ª giornata | Kaiserslautern II | 0 – 0 referto | Kickers Offenbach | Fritz-Walter-Stadion - Platz 4 (1 000 spett.)\| Arbitro: \| Greth \| |
| Arbitro:                                                      | Greth             |               |                   |                                                                      |

| Arbitro: | Kircher |

|           |           |  |
| Petry 73’ | Marcatori |  |

| Arbitro: | Wagner |

|           |           |               |
| Silva 61’ | Marcatori | 57’ Dworschak |

| 12 ottobre 2002 14ª giornata |  | – turno di riposo |  |  |

| Arbitro: | Albrecht |

|           |           |             |
| Petry 53’ | Marcatori | 84’ Rogosic |

| Arbitro: | Brych |

|  |           |                          |
|  | Marcatori | 76’, 82’ (rig.) Barletta |

| Arbitro: | Wezel |

|                     |           |                |
| Barletta 73’ (rig.) | Marcatori | 45’ Hebestreit |

| Arbitro: | Palilla |

|             |           |                  |
| Popović 63’ | Marcatori | 34’, 85’ Zitouni |

| Arbitro: | Greipl |

|                         |           |                                         |
| Petry 42’ Dworschak 52’ | Marcatori | 6’ Buck 54’ Hagg 69’ Römer 85’ Barlecaj |

#### Girone di ritorno
| Arbitro: | Kammerer |

|                               |           |  |
| Dworschak 41’ Falk 61’ (rig.) | Marcatori |  |

| Arbitro: | Perl |

|                                  |           |           |
| Rosen 4’ Oelkuch 25’ (rig.), 75’ | Marcatori | 41’ Petry |

| Arbitro: | Maier |

|                         |           |  |
| Fossi 64’ Knappmann 87’ | Marcatori |  |

| Arbitro: | Perl |

|           |           |             |
| Maier 80’ | Marcatori | 40’ Zitouni |

| Offenbach am Main 9 marzo 2003, ore 16:00 CET 24ª giornata | Kickers Offenbach | 0 – 0 referto | Eintracht Francoforte II | Stadion am Bieberer Berg (5 628 spett.)\| Arbitro: \| Drees \| |
| Arbitro:                                                   | Drees             |               |                          |                                                                |

| Arbitro: | Kempter |

|                          |           |                                |
| Bick 21’, 85’ de Wit 67’ | Marcatori | 36’ (rig.) Falk 72’ Schönefeld |

| Offenbach am Main 21 marzo 2003, ore 19:30 CET 26ª giornata | Kickers Offenbach | 0 – 0 referto | Kickers Stoccarda | Stadion am Bieberer Berg (3 488 spett.)\| Arbitro: \| Albrecht \| |
| Arbitro:                                                    | Albrecht          |               |                   |                                                                   |

| Arbitro: | Schmidt |

|                        |           |           |
| Copado 46’ Vaccaro 54’ | Marcatori | 14’ Petry |

| Arbitro: | Sahler |

|           |           |  |
| Petry 43’ | Marcatori |  |

| Arbitro: | Steinborn |

|                   |           |                     |
| Turgut 87’ (rig.) | Marcatori | 27’ (rig.) Barletta |

| Arbitro: | Greth |

|               |           |              |
| Saridogan 60’ | Marcatori | 47’ Boskovic |

| Arbitro: | Bielmeier |

|               |           |            |
| Misimović 90’ | Marcatori | 31’ Naciri |

| Offenbach am Main 26 aprile 2003, ore 14:30 CEST 32ª giornata | Kickers Offenbach | 0 – 0 referto | Wehen | Stadion am Bieberer Berg (3 532 spett.)\| Arbitro: \| Trautmann \| |
| Arbitro:                                                      | Trautmann         |               |       |                                                                    |

| 4 maggio 2003 33ª giornata |  | – turno di riposo |  |  |

| Arbitro: | Albrecht |

|           |           |            |
| Silva 26’ | Marcatori | 11’ Naciri |

| Arbitro: | Hofmann |

|                     |           |  |
| Barletta 77’ (rig.) | Marcatori |  |

| Arbitro: | Greipl |

|             |           |                         |
| Ziegner 68’ | Marcatori | 9’ (rig.), 25’ Barletta |

| Arbitro: | Kammerer |

|  |           |                           |
|  | Marcatori | 46’ Gorgiev 75’ Stockmann |

| Arbitro: | Maier |

|                        |           |                                         |
| Rescigno 16’ Römer 75’ | Marcatori | 20’ (rig.) Saridogan 78’, 80’ Dworschak |

### Coppa di Germania
| Arbitro: | Brych |

|                                             |           |             |
| Falk 35’ (rig.) Kagiouzis 100’, 120’ (rig.) | Marcatori | 2’ Labbadia |

| Arbitro: | Keßler |

|                     |           |                      |
| Müller 5’ Petry 12’ | Marcatori | 47’, 87’, 110’ Ćirić |

## Statistiche

### Statistiche di squadra
| Competizione      | Punti | In casa | In casa | In casa | In casa | In casa | In casa | In trasferta | In trasferta | In trasferta | In trasferta | In trasferta | In trasferta | Totale | Totale | Totale | Totale | Totale | Totale | DR |
| Competizione      | Punti | G       | V       | N       | P       | Gf      | Gs      | G            | V            | N            | P            | Gf           | Gs           | G      | V      | N      | P      | Gf     | Gs     | DR |
| ----------------- | ----- | ------- | ------- | ------- | ------- | ------- | ------- | ------------ | ------------ | ------------ | ------------ | ------------ | ------------ | ------ | ------ | ------ | ------ | ------ | ------ | -- |
| Regionalliga sud  | 50    | 18      | 5       | 9       | 4       | 18      | 17      | 18           | 6            | 8            | 4            | 24           | 21           | 36     | 11     | 17     | 8      | 42     | 38     | +4 |
| Coppa di Germania | -     | 2       | 1       | 0       | 1       | 5       | 4       | 0            | 0            | 0            | 0            | 0            | 0            | 2      | 1      | 0      | 1      | 5      | 4      | +1 |
| Totale            | 50    | 20      | 6       | 9       | 5       | 23      | 21      | 18           | 6            | 8            | 4            | 24           | 21           | 38     | 12     | 17     | 9      | 47     | 42     | +5 |

### Andamento in campionato
| Giornata  | 1 | 2 | 3 | 4 | 5 | 6 | 7 | 8  | 9  | 10 | 11 | 12 | 13 | 14 | 15 | 16 | 17 | 18 | 19 | 20 | 21 | 22 | 23 | 24 | 25 | 26 | 27 | 28 | 29 | 30 | 31 | 32 | 33 | 34 | 35 | 36 | 37 | 38 |
| --------- | - | - | - | - | - | - | - | -- | -- | -- | -- | -- | -- | -- | -- | -- | -- | -- | -- | -- | -- | -- | -- | -- | -- | -- | -- | -- | -- | -- | -- | -- | -- | -- | -- | -- | -- | -- |
| Luogo     | T | C | T | C | T | C | T | C  | T  | C  | T  | C  | T  |    | C  | T  | C  | T  | C  | C  | T  | C  | T  | C  | T  | C  | T  | C  | T  | C  | T  | C  |    | T  | C  | T  | C  | T  |
| Risultato | V | P | N | N | V | N | P | P  | N  | N  | N  | V  | N  |    | N  | V  | N  | V  | P  | V  | P  | V  | N  | N  | P  | N  | P  | V  | N  | N  | N  | N  |    | N  | V  | V  | P  | V  |
| Posizione | 5 | 7 | 8 | 7 | 3 | 6 | 9 | 10 | 11 | 12 | 13 | 10 | 9  | 12 | 13 | 10 | 9  | 8  | 11 | 9  | 9  | 9  | 9  | 9  | 9  | 9  | 11 | 10 | 10 | 11 | 10 | 10 | 11 | 11 | 9  | 8  | 9  | 8  |

Legenda:

Luogo: C = Casa; T = Trasferta. Risultato: V = Vittoria; N = Pareggio; P = Sconfitta.

### Statistiche dei giocatori
| Giocatore     | Regionalliga sud | Regionalliga sud | Regionalliga sud | Regionalliga sud | Coppa di Germania | Coppa di Germania | Coppa di Germania | Coppa di Germania | Totale   | Totale | Totale      | Totale     |
| Giocatore     | Presenze         | Reti             | Ammonizioni      | Espulsioni       | Presenze          | Reti              | Ammonizioni       | Espulsioni        | Presenze | Reti   | Ammonizioni | Espulsioni |
| ------------- | ---------------- | ---------------- | ---------------- | ---------------- | ----------------- | ----------------- | ----------------- | ----------------- | -------- | ------ | ----------- | ---------- |
| A. Barletta   | 35               | 7                | 10               | 0                | 2                 | 0                 | 1                 | 0                 | 37       | 7      | 11          | 0          |
| T. Becht      | 7                | 0                | 0                | 0                | 0                 | 0                 | 0                 | 0                 | 7        | 0      | 0           | 0          |
| M. Bodnar     | 0                | 0                | 0                | 0                | 0                 | 0                 | 0                 | 0                 | 0        | 0      | 0           | 0          |
| F. Brighache  | 10               | 0                | 1                | 0                | 2                 | 0                 | 2                 | 0                 | 12       | 0      | 3           | 0          |
| O. Corrochano | 31               | 0                | 6                | 0                | 1                 | 0                 | 0                 | 0                 | 32       | 0      | 6           | 0          |
| M. Dworschak  | 34               | 6                | 5                | 1                | 2                 | 0                 | 0                 | 0                 | 36       | 6      | 5           | 1          |
| P. Falk       | 24               | 5                | 5                | 0                | 2                 | 1                 | 1                 | 0                 | 26       | 6      | 6           | 0          |
| D. Fiorentino | 9                | 0                | 1                | 0                | 0                 | 0                 | 0                 | 0                 | 9        | 0      | 1           | 0          |
| D. Fossi      | 24               | 2                | 2                | 0                | 1                 | 0                 | 0                 | 0                 | 25       | 2      | 2           | 0          |
| B. Kaba       | 33               | 0                | 4                | 0                | 2                 | 0                 | 0                 | 0                 | 35       | 0      | 4           | 0          |
| C. Kagiouzis  | 14               | 0                | 0                | 0                | 1                 | 2                 | 0                 | 0                 | 15       | 2      | 0           | 0          |
| R. Keffel     | 0                | 0                | 0                | 0                | 0                 | 0                 | 0                 | 0                 | 0        | 0      | 0           | 0          |
| C. Knappmann  | 31               | 3                | 2                | 0                | 2                 | 0                 | 0                 | 0                 | 33       | 3      | 2           | 0          |
| D. Langen     | 16               | 0                | 2                | 0                | 2                 | 0                 | 1                 | 0                 | 18       | 0      | 3           | 0          |
| A. Lorenz     | 13               | 0                | 1                | 0                | 0                 | 0                 | 0                 | 0                 | 13       | 0      | 1           | 0          |
| C. Müller     | 30               | 0                | 2                | 0                | 2                 | 1                 | 0                 | 0                 | 32       | 1      | 2           | 0          |
| S. Naciri     | 29               | 2                | 7                | 0                | 2                 | 0                 | 0                 | 0                 | 31       | 2      | 7           | 0          |
| M. Petry      | 26               | 9                | 1                | 1                | 2                 | 1                 | 2                 | 0                 | 28       | 10     | 3           | 1          |
| M. Rill       | 0                | 0                | 0                | 0                | 0                 | 0                 | 0                 | 0                 | 0        | 0      | 0           | 0          |
| A. Sarfo      | 2                | 0                | 0                | 0                | 0                 | 0                 | 0                 | 0                 | 2        | 0      | 0           | 0          |
| N. Saridogan  | 28               | 2                | 2                | 0                | 1                 | 0                 | 0                 | 0                 | 29       | 2      | 2           | 0          |
| T. Schindler  | 0                | 0                | 0                | 0                | 0                 | 0                 | 0                 | 0                 | 0        | 0      | 0           | 0          |
| C. Schönefeld | 16               | 1                | 2                | 0                | 0                 | 0                 | 0                 | 0                 | 16       | 1      | 2           | 0          |
| A. Stenzel    | 5                | 0                | 0                | 0                | 0                 | 0                 | 0                 | 0                 | 5        | 0      | 0           | 0          |
| C. Thier      | 36               | 0                | 0                | 0                | 2                 | 0                 | 0                 | 0                 | 38       | 0      | 0           | 0          |
| M. Zitouni    | 35               | 4                | 10               | 1                | 2                 | 0                 | 1                 | 0                 | 37       | 4      | 11          | 1          |
| S. Šabanović  | 5                | 0                | 0                | 0                | 0                 | 0                 | 0                 | 0                 | 5        | 0      | 0           | 0          |